# Euaugaptilus perasetosus
Euaugaptilus perasetosus is een eenoogkreeftjessoort uit de familie van de Augaptilidae. De wetenschappelijke naam van de soort is voor het eerst geldig gepubliceerd in 1993 door Park.